# David H. Geiger
David H. Geiger (* 1935 in Philadelphia; † 3. Oktober 1989 in Seoul) war ein US-amerikanischer Bauingenieur, bekannt für Kuppeln in Leichtbaukonstruktion.
Geiger studierte an der Drexel University mit dem Bachelor-Abschluss, an der University of Wisconsin mit dem Master-Abschluss und er wurde an der Columbia University in Bauingenieurwesen promoviert. Noch während des Studiums arbeitete er mit Horst Berger von Severud Associates zusammen, was sich fortsetzte, als Berger den Wettbewerb um den US-Pavillon für die Expo 70 in Osaka gewann. Damals war Geiger Adjunct Professor an der Columbia University. Der Entwurf bestand aus einer durch erhöhten Luftdruck gestützten Dom-Konstruktion aus Textil in Form eines Kürbis. Es sollte Erdbeben und Taifunen standhalten. Dabei legte er die Tragkabel diagonal an, so dass es nicht wie bei einem Rechteckgitter dazu kam, dass das Dach in der Mitte nachgab. Mit Berger gründete er das Ingenieurbüro Geiger Berger Associates, die bis 1983 bestanden. Danach gründete er Geiger Associates (1986 von KKBN übernommen) und 1988 Geiger Engineers.
Geiger entwickelte in den 1970er Jahren auch eigene Software für seine Konstruktionen.
Zu seinen Projekten gehören:

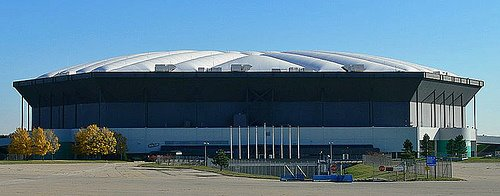
Silverdome in Pontiac, Michigan

- Silverdome in Pontiac (Michigan) 1975, das erste größere Sportstadium mit einem Dach aus Fiberglas-Gewebe mit Luftdruckstützung.
- Stephen C. O’Connell Center (The O’Dome) in Gainesville in Florida 1980
- Hubert H. Humphrey Metrodome in Minneapolis 1982
- BC Place in Vancouver 1983
- Lindsay Par Sports Centre in Calgary 1983
- RCA Dome (Hoosier Dome), Indianapolis
- Tokyo Dome des Tokyo Giants Baseball Stadium in Tokio 1988
- Redbird Arena, Illinois State University in Normal (Illinois) 1988
- Florida Suncoast Dome (Tropicana Field), St. Petersburg (Florida)

Zuletzt entwarf er die Stadien für Gewichtheben, Fechten und Gymnastik der Olympischen Spiele in Seoul 1988, die erste Tensegrity-Kuppel. Geiger starb im Oktober 1989 an einem Herzanfall auf Geschäftsreise in Seoul.
1974 erhielt er den Dickson Prize in Science. 1986 erhielt er den Lifetime Achievement Award des American Institute of Architects und 1983 den Innovationspreis der American Society of Civil Engineers. Er hielt rund ein Dutzend Patente für seine Dachkonstruktionen.
Geiger war mit Gloria Bohm verheiratet und hatte drei Töchter. Er war Präsident der Wohltätigkeitsorganisation New York Habitat for Humanity (Häuser für ärmere Teile der Bevölkerung).